# Richardton
Richardton és una població dels Estats Units a l'estat de Dakota del Nord. Segons el cens del 2000 tenia 619 habitants.

## Demografia
Segons el cens del 2000, Richardton tenia 619 habitants, 251 habitatges, i 168 famílies. La densitat de població era de 645,9 hab./km².
Dels 251 habitatges en un 28,7% hi vivien nens de menys de 18 anys, en un 61% hi vivien parelles casades, en un 3,6% dones solteres, i en un 32,7% no eren unitats familiars. En el 29,1% dels habitatges hi vivien persones soles el 15,9% de les quals corresponia a persones de 65 anys o més que vivien soles. El nombre mitjà de persones vivint en cada habitatge era de 2,41 i el nombre mitjà de persones que vivien en cada família era de 3.
Per edats la població es repartia de la següent manera: un 25% tenia menys de 18 anys, un 6,6% entre 18 i 24, un 21,8% entre 25 i 44, un 23,7% de 45 a 60 i un 22,8% 65 anys o més.
L'edat mediana era de 43 anys. Per cada 100 dones de 18 o més anys hi havia 96,6 homes.
La renda mediana per habitatge era de 32.917 $ i la renda mediana per família de 38.409 $. Els homes tenien una renda mediana de 29.318 $ mentre que les dones 18.750 $. La renda per capita de la població era de 14.867 $. Entorn del 6% de les famílies i el 10% de la població estaven per davall del llindar de pobresa.

## Poblacions més properes
El següent diagrama mostra les poblacions més properes.